# Psorophora lutzii
Psorophora lutzii är en tvåvingeart som först beskrevs av Theobald 1901.  Psorophora lutzii ingår i släktet Psorophora och familjen stickmyggor. Inga underarter finns listade i Catalogue of Life.